# Ferdinand Bauditz (1778-1849)
 Der er flere personer med dette navn, se Ferdinand Bauditz.
Ferdinand Christian Fürchtegott Bauditz (27. juni 1778 i Nakskov – 29. april 1849 i København) var en dansk officer og hofmand.

## Biografi
Han var en søn af generalløjtnant Friedrich Carl Bauditz, kom i sit 10. år ind på Landkadetakademiet, blev 1795 fænrik i Kongens Regiment, 1799 sekondløjtnant og 1803 premierløjtnant. Under troppemanøvrerne dette år på Sjælland kom han ved sin færdighed i korttegning i nærmere berøring med kronprinsen, der fattede megen interesse for ham og 1805 ansatte ham som adjudant ved sit hovedkvarter i Kiel. Ved generaladjudantstabens oprettelse i 1808 indtrådte Bauditz, der året forud var avanceret til kaptajn, i staben som divisionsadjudant og blev ansat som stabschef ved Vahrendorffs korps. 1811 blev han major, 1812 overadjudant og stabschef hos prins Ferdinand, der i de sidste krigsår førte division. 1815 ledsagede han efter kongens befaling prinsen på en længere udenlandsrejse, og fra nu af knyttedes Bauditz mere direkte til prinsens person, og hans tjeneste gled efterhånden over til at blive hofmandens, om han end fremdeles hørte under generalstaben, ved hvilken han 1818 blev oberstløjtnant, 1829 oberst, 1832 generalkvartermesterløjtnant. Fra 1822-27 fungerede han som hofchef hos prinsen, og 1833 efter admiral Johan Frederik Bardenfleths død blev han virkelig hofchef. Denne stilling, som han beklædte indtil kort før sin død, tiltalte ham for øvrigt ikke ubetinget. Han skattede højt prinsesse Caroline, prinsen derimod mindre, og dennes uorden i pengesager gav af og til anledning til mere eller mindre heftige sammenstød. Han var således en gang på nippet til at miste sin post, fordi han tillod sig at bebrejde prinsen, at denne, hvis pengeaffærer var blevet fuldstændig ordnede ved Christian VIII's tronbestigelse, i løbet af de følgende 2 år havde stiftet en ny gæld på ikke mindre end 600.000 Rdl. 1841 blev han generalmajor à la suite, og året efter tildeltes der ham Dannebrogordenens Storkors (Han var blevet Ridder af Dannebrog 1824, Dannebrogsmand 1830 og Kommandør 1836).
Bauditz var en fint dannet, smuk og nobel personlighed. Han forstod med megen smag at arrangere hoffets fester og
skuespil, var meget musikalsk udviklet og stod på en fortrolig fod med flere af datidens ypperste kunstnere og skønånder – således bl.a. Bertel Thorvaldsen og Knud Lyne Rahbek –, hvem han ofte samlede om sig i sit gæstfrie, hyggelige hjem. Han ægtede 22. oktober 1806 Cathrine Holm (16. maj 1787 – 2. september 1863), datter af købmand Christopher Holm i Helsingør. Bauditz døde i København 29. april 1849.
Hans dagbog, som han førte fra 1815 til sin død, findes i Rigsarkivet.
Han er begravet på Garnisons Kirkegård. Der findes et portrætmaleri af N.P. Holbech (Frederiksborgmuseet). Miniature fra 1809 af F.C. Camradt.